# Forks Over Knives
Forks Over Knives —literalment en català «forquilles en comptes de ganivets»— és un documental sobre alimentació, salut, medicaments i veganisme, dirigit i guionat per Lee Fulkerson i produït per Monica Beach Media el 2011. Forks Over Knives parteix d'una recerca que realitza Lee Fulkerson, seguint de prop les trajectòries personals de dos investigadors pioners, els doctors Colin Campbell i Caldwell Esselstyn. Aquests dos professionals formats en universitats diferents, un a la Universitat Estatal de Pennsilvània i l'altre a la Universitat Yale, respectivament, sense conèixer-se, comparteixen similars idees sobre l'alimentació.
També es presenten opinions sobre l'alimentació i els hàbits alimentaris, a través de reflexions de diferents pacients, experts i metges. La pel·lícula descriu la importància i relació del menjar en la nostra vida, quotidianitat i tradicions. Ens presenta com la dieta dels Estats Units ha canviat en les últimes dècades, augmentant el consum de carn, sucre i làctics; a més de com es defineix per a aquest país què és bo, o convenient, en l'alimentació tant de les famílies com dels militars o els nens a les escoles: dos de cada tres nord-americans pateixen de sobrepès.
Pel seu director hi ha una constant relació entre l'alimentació i la posterior necessitat de medicaments. Emmarca els beneficis d'una dieta vegetariana, i ens mostra l'opinió d'experts sobre els beneficis de menjar una dieta basada en aliments d'origen vegetal i la relació que hi ha entre el que mengem amb les diferents malalties com a diabetis, càncer i infarts. Participen en el documental Joey Aucoin, Neal Barnard, Gene Baur, Sant'Dera Brantley Nation, Junshi Chen, Mac Danzig, Connie Diekman, Caldwell Esselstyn, Rip Esselstyn, Ruth Heidrich, Matt Lederman, Alona Pulde, John Mc Dougail, Pam Popper.
Recorre estudis alimentaris i de salut de llocs com Filipines, Kenya, Noruega, Japó, Hawaii. El documental va ser filmat al Canadà, Xina i als Estats Units.